# Juan Cadillo
Juan Raul Cadillo León, né à Huaraz le 24 juin 1972, est un enseignant et homme politique péruvien. Il a été ministre de l’Éducation du 29 juillet au 6 octobre 2021.

## Biographie
Il a étudié la pédagogie à l'université nationale principale de San Marcos et l'ingénierie des systèmes à l'université nationale José Faustino Sánchez Carrión.
Il a travaillé comme enseignant à l'établissement d'enseignement Jesús de Nazaret dans sa ville natale, où il a lancé plusieurs projets technologiques, tels que "Storytelling" et "Augmented World X", dans lesquels il utilise la réalité augmentée pour enseigner les opérations mathématiques. 
Grâce à ce dernier projet, il est nommé enseignant ayant marqué l'année 2014. L'année suivante, il reçoit la distinction de l'Ordre des Palmes Magistrales (es). En 2017, il figure parmi les 50 meilleurs enseignants au monde selon le Prix mondial de l'enseignement.
Il a également été consultant pour la « Fundación Telefónica », il y a conseillé et formé plusieurs enseignants du pays en matière de technologie.
Lors du second tour des élections générales péruviennes de 2021, il intègre l'équipe technique de Pérou libre, se préoccupant et ayant plusieurs propositions sur les enseignants.
Le 29 juillet 2021, il est nommé ministre de l’Éducation dans le gouvernement de Pedro Castillo.

## Prix et distinctions
- Enseignant ayant marqué l'année (2014)
- Ordre des Palmes Magistrales (es) (2017)
- l'Un des 50 meilleurs enseignants selon le Prix mondial de l'enseignement (2017)
- Prix national de la culture (es) (2018)